# Kennedy Summers

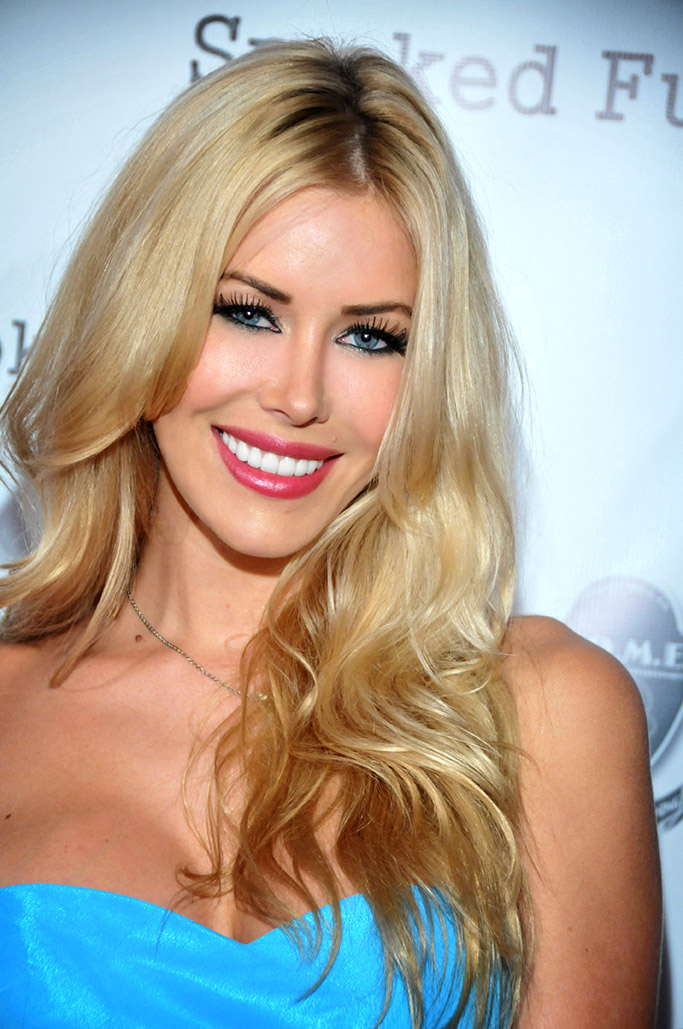
Kennedy Summers, 2014

Kennedy Summers (* 3. März 1987 in Berlin) ist eine US-amerikanische Schauspielerin und Wertpapierhändlerin sowie ein ehemaliges Model.

## Werdegang
Summers wurde in Berlin geboren und wuchs in Hampton, Virginia auf. Der Vater diente in der US-Armee, ihre Mutter ist eine russische Sprachwissenschaftlerin und Kryptographin. Als sie 8 Jahre alt war, zog die Familie nach Chicago. Summers beherrscht mehrere Sprachen. Sie machte den Bachelor-Abschluss im Fach Anthropologie am Mary Baldwin College in Staunton, Virginia, und studierte anschließend mehrere Semester Medizin in Curaçao.
2010 begann sie bei Victoria’s Secret zu arbeiten. Danach wechselte sie zum Playboy. Dort wurde sie im Dezember 2013 zum Playmate des Monats und im Dezember 2014 zum Playmate des Jahres gewählt. Danach beendete sie ihre Karriere in der Schönheitsbranche. 
2015 war sie als Tageshändlerin bei Equities.com unterwegs.

## Auszeichnungen
- Playboy – Playmate Dezember 2013
- Playboy – Playmate des Jahres 2014[2]

## Filmographie
- 2016: „Black Stabber“ als Diamond, eine Episode
- 2017: „The Last Movie Star“ als Schönheit, Kurzauftritt
- 2018: „Puppet Master: The Littlest Reich“ als Goldie